# Грем Полл
Грем Полл (англ. Graham Poll; нар. 29 липня 1963) — англійський футбольний арбітр, який вважається найкращим англійським арбітром всіх часів за версією IFFHS. Його суддівська кар'єра тривала 26 років, за які він відсудив 1544 матчів. Грем Полл вважається одним з видатних англійських футбольних арбітрів, яким довіряли судити матчі високого рівня. Його останнім матчем стала гра плей-оф Чемпіонату Футбольної ліги між «Дербі Каунті» і «Вест-Бромвіч Альбіон» 28 травня 2007 року.
Полл обслуговував безліч матчів на чемпіонатах Європи і світу, в чемпіонаті Англії, в Кубку Англії та Лізі чемпіонів УЄФА. Судити фінали міжнародних турнірів він припинив після відсторонення на чемпіонаті світу 2006 року за незадовільну роботу на матчі збірних Хорватії та Австралії.

## Кар'єра судді

### Початок кар'єри
Грем Полл почав працювати суддею в 1980 році в Істмійській футбольній лізі, в 1986 році став помічником арбітра на матчах Футбольної Ліги, з 1991 року — арбітр Футбольної Ліги Англії, з 1993 року — арбітр Англійської Прем'єр-Ліги. З 1996 року став арбітром ФІФА. На міжнародному рівні Пол судив матчі фінальної частини чемпіонатів Європи 2000 і 2004 років і чемпіонатів світу 2002 і 2006 років, також судив Фінал Кубка УЄФА 2005.

### 2000 рік
На чемпіонатах Європи Пол дебютував як суддя двох матчів групового етапу: Франція—Чехія і Норвегія—Словенія. У тому ж році 21 квітня, ще до старту чемпіонату Європи, він став учасником скандалу: в ході «мерсісайдського дербі» між «Ліверпулем» і «Евертоном» за рахунку 0:0 воротар «червоних» відправив м'яч у спину Дона Гатчісона, рикошетом від якої снаряд залетів у ворота, однак Полл не зарахував цей гол, заявивши, що раніше дав свисток про завершення другого тайму. Повтор телетрансляції показав, що Пол свиснув вже після голу, і лише в травні 2007 року Пол визнав свою помилку.

### Чемпіонат світу 2002
Інший сурперечливий момент за участі Полла стався у матчі кваліфікації до чемпіонату світу 2002 року між командами Словенії та Росії: 1 вересня 2001 року на останніх хвилинах гри Полл призначив у ворота збірної Росії пенальті, так і не пояснивши причину (відеоповтор на телеканалі Eurosport також нічого не показав). У підсумку збірна Словенії перемогла 2:1. До 2009 року Грем Полл відмовлявся коментувати що-небудь, посилаючись на те, що ФІФА забороняє суддям обговорювати прийняті рішення з гравцями і тренерами, проте потім зізнався, що в тій грі розгледів фол, імовірно вчинений з боку В'ячеслава Даєва проти Милана Остерца, і тільки на відеоповторі переконався, що фолу не було.
У фінальній частині чемпіонату світу Пол судив два матчі: першим став матч Італія—Хорватія 8 червня, в ході якого Пол показав дві жовті картки, зарахував три голи, не зарахував два голи і зафіксував 42 порушення правил. У матчі 1/8 фіналу Туреччина—Японія він був резервним арбітром у італійця П'єрлуїджі Колліни.

### Чемпіонат світу 2006
Полл був єдиним англійським арбітром на чемпіонаті світу в Німеччині: першу гру він судив між командами Південної Кореї і Того, вилучивши тоголезця Жана-Поля Абало і показавши йому дві жовті картки (корейці виграли 2:1). Другий матч за участю Полла був між Саудівською Аравією таУкраїною, в якому українці перемогли 4:0, а Полл показав по три картки обом збірним. Третя гра стала останньою для Полла на чемпіонаті світу: у матчі Хорватія—Австралія Пол примудрився показати хорвату Йосипу Шимуничу відразу три жовтих картки, забувши вилучити гравця з поля після другої.

Після гри Полл стверджував, що помилково записав не на того гравця друге попередження Шимуничу — «жертвою» зайвої картки став Даріо Шимич. Також ходила версія, що через австралійський акцент Шимуніча, який деякий час жив в Австралії, Полл записав фол на когось із австралійців. За підсумками матчу, який завершився внічию 2:2, Австралія вийшла в наступний раунд. 28 червня ФІФА оголосив про те, що Пол не буде судити подальші зустрічі чемпіонату світу. Президент суддівського комітету ФІФА Анхель Марія Вільяр заявив, що Пол є видатним рефері і великим спортсменом, який зуміє зрозуміти рішення ФІФА. На наступний день Пол оголосив, що припиняє судити фінальні етапи міжнародних турнірів, оскільки усвідомлює свою провину за допущену їм помилку у матчі Хорватія—Австралія.

Я порушив правила гри, суперечок ніяких бути не може. Моє рішення піти продиктоване не розпорядженням ФІФА і не вимогою судити не так, як в англійській Прем'єр-Лізі. Правила гри суворі, суддя відповідає за свої дії на полі. Того вечора судив гру я, я зробив помилку і я ж приймаю рішення.
Оригінальний текст (англ.)
What I did was an error in law. There can be no dispute. It was not caused by a FIFA directive, it was not caused by me being asked to referee differently to the way I referee in the Premier League. The laws of the game are very specific. The referee takes responsibility for his actions on the field of play. I was the referee that evening. It was my error and the buck stops with me.

### Кінець кар'єри
Полл повідомив пресі, що просив ФІФА відпустити його додому до сім'ї, щоб якось заспокоїтися. Він відмовився надалі виставляти свою кандидатуру на суддівство фінальних етапів турнірів збірних, сказавши, що хтось більш гідний повинен його замінити. 13 травня 2007 року він відсудив останній матч у своїй кар'єрі між «Портсмутом» і «Арсеналом» в чемпіонаті Англії, скасувавши гол з офсайду гравця «Портсмута» Ніко Кранчара (це рішення викликало обурення у вболівальників). 6 червня він повинен був відсудити останню зустріч збірних між Фінляндії та Іспанії, однак був усунений від суддівства, оскільки дав інтерв'ю, в якому критикував Футбольну асоціацію Англії за відмову підтримувати суддів у конфліктах з тренерами клубів (його замінив Майк Райлі).
У серпні 2007 року Полл випустив автобіографію «Побачивши червоне світло» (англ. Seeing Red), активно співпрацює з BBC Sport і газетою Daily Mail.

## Статистика жовтих та червоних карток

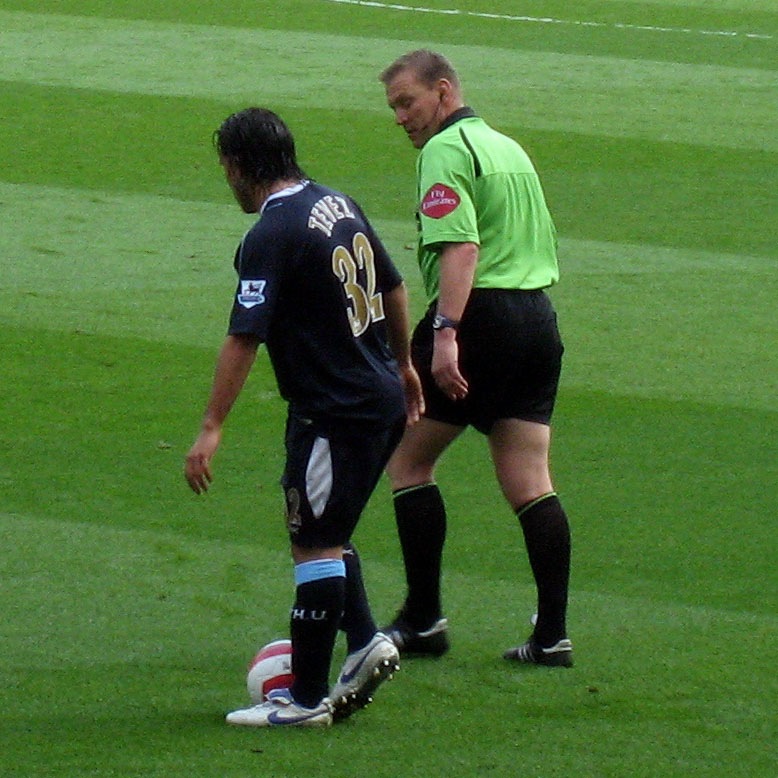
Грем Полл в матчі «Арсенал» — «Вест Гем»

| Сезон     | Матчі | Всього | за матч | Всього | за матч |
| --------- | ----- | ------ | ------- | ------ | ------- |
| 1995/1996 | 21    | 62     | 2,95    | 3      | 0,14    |
| 1997/1998 | 28    | 113    | 4,03    | 12     | 0,42    |
| 1998/1999 | 32    | 119    | 3,71    | 9      | 0,28    |
| 1999/2000 | 40    | 136    | 3,40    | 6      | 0,15    |
| 2000/2001 | 43    | 119    | 2,76    | 11     | 0,25    |
| 2001/2002 | 45    | 120    | 2,66    | 6      | 0,13    |
| 2002/2003 | 40    | 119    | 2,98    | 5      | 0,12    |
| 2003/2004 | 42    | 114    | 2,71    | 4      | 0,09    |
| 2004/2005 | 45    | 124    | 2,75    | 5      | 0,11    |
| 2005/2006 | 49    | 166    | 3,38    | 10     | 0,20    |
| 2006/2007 | 48    | 165    | 3,43    | 8      | 0,16    |
| всього    | 433   | 1357   | 3,13    | 79     | 0,18    |